# Rathaus (Grettstadt)

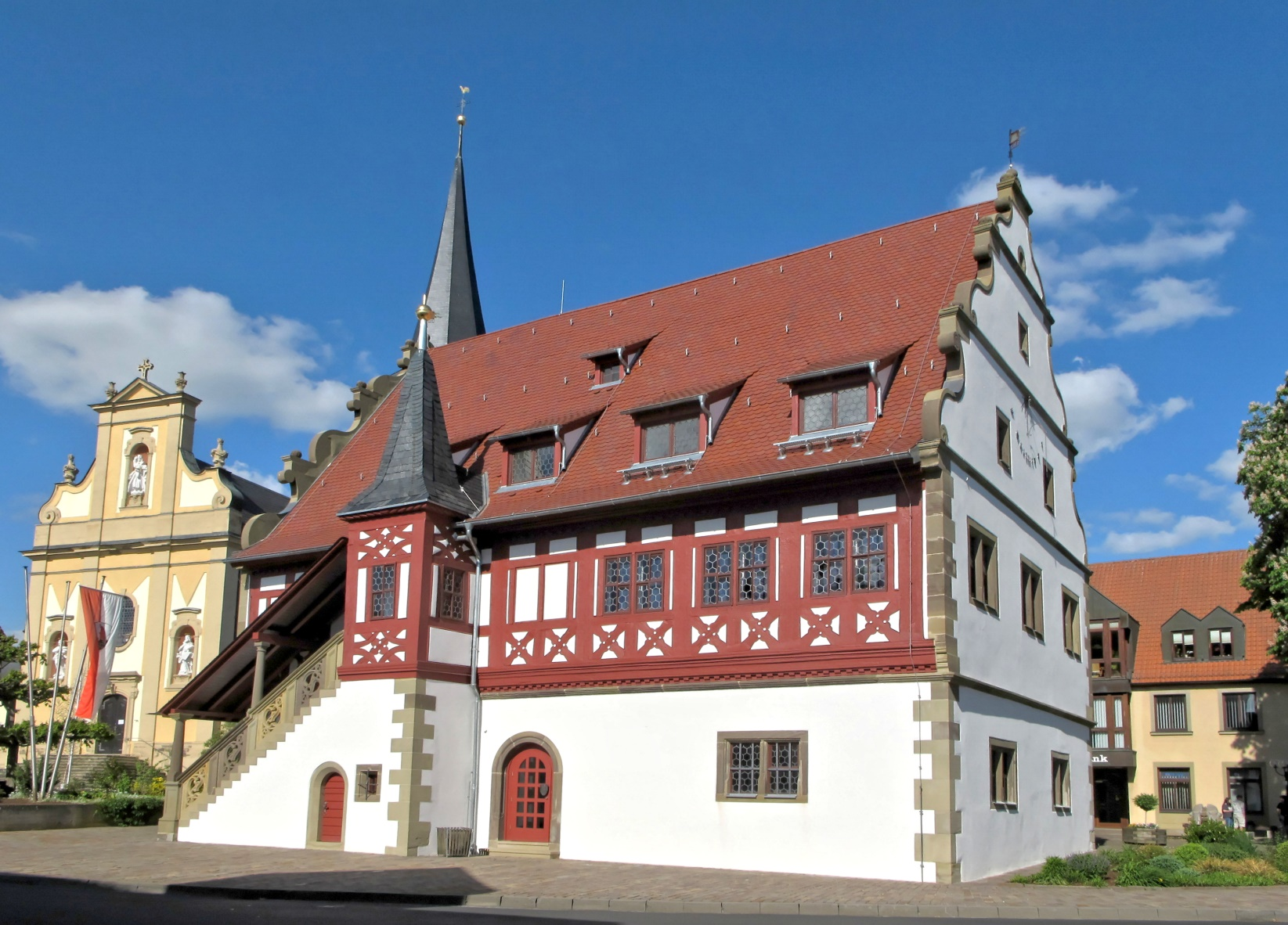
Rathaus in Grettstadt

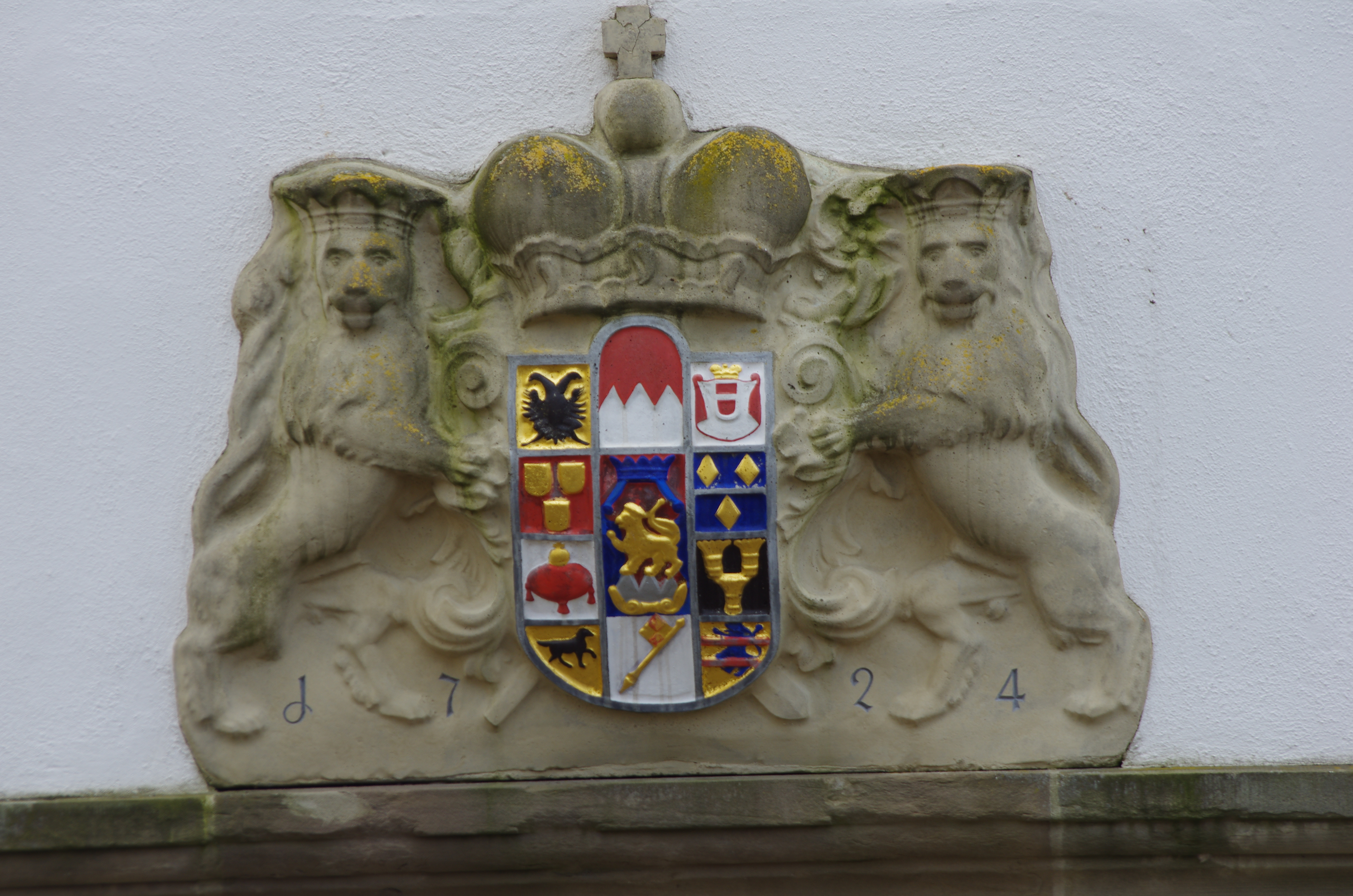
Wappen der Grafen von Schönborn

Das Rathaus in Grettstadt, einer Gemeinde im unterfränkischen Landkreis Schweinfurt in Bayern, wurde 1590 errichtet. Das Rathaus an der Hauptstraße 1 ist ein geschütztes Baudenkmal. 
Das zweigeschossige Satteldachbau im Stil der Renaissance mit Volutengiebeln und Fachwerkobergeschoss hat eine überdachte Freitreppe. Das Fachwerk ist mit Andreaskreuzen geschmückt. 
An der nördlichen Giebelfassade ist das Wappen des Würzburger Fürstbischofs Johann Philipp Franz von Schönborn zu sehen, datiert auf 1724.